# Gawia
Gawia (Kawia), pleme Chukchansi Yokutsa, uže skupine Tule-Kaweah, koje je obitavalo sjeverno od rijeke Kaweah u |Kaliforniji. Prema Amerikancima ovo pleme je bilo neprijateljsko. Godine 1851., prema nepotvrđenom ugovoru, utemeljen je rezervat za plemena između rijeka Kaweah i Chowchilla, a po kojemu moraju napustiti svu nerezervatsku zemlju. Ne smiju se brkati s plemenom Kawia ili Cahuilla iz kalifornijskog okruga Riverside. Danas se vode kao nestali.